# Grüensee (Zermatt)
Grüensee heißt ein kleiner Bergsee östlich oberhalb von Zermatt im Schweizer Kanton Wallis. Er liegt südlich des Oberlaufs vom Findelbach in den Walliser Alpen auf 2299 m ü. M..

## Geographie
Der Grüensee ist 157 Meter lang und bis zu 45 Meter breit. Seine Fläche beträgt 4349 Quadratmeter. Er wird vom Wasser des Findelgletschers gespeist und kann zum Baden genutzt werden.
An seinem Nordufer führt der 5-Seenweg Zermatt (lokale Wanderroute 186) entlang.
Westlich des Sees bei Ze Seewjinen steht das Gasthaus Bärghüs Grünsee, welches jetzt Ze Seewjinu Mountain Lodge heißt und wo man auch übernachten kann.
Noch etwas weiter westlich wurde 2007 die Sesselbahn Sunnegga – Findeln – Breitboden erstellt. Im Winter stehen über 200 Kilometer Loipe und Pisten zur Verfügung, im Sommer sind Mountainbikewege ausgeschildert.

## Nachweise
1. 1 2 3 4  Lage & Höhe gemäß «geo.admin.ch».
2. 1 2 3  Lage, Höhe & Fläche gemäß «ortsnamen.ch».